# Église Notre-Dame-de-l'Assomption de Saint-Chély-du-Tarn
L'église Notre-Dame-de-l'Assomption de Saint-Chély-du-Tarn est une église catholique romaine située dans le village de Saint-Chely-du-Tarn, dans la commune nouvelle de Gorges du Tarn Causses, dans le département de la Lozère, en France.

## Historique
L'église est mentionnée pour la première fois dans un acte de 1155.
L'édifice est classé au titre des monuments historiques en 1984.